# Gran Premio motociclistico della Malesia 2003
Il Gran Premio motociclistico della Malesia 2003 corso il 12 ottobre, è stato il quattordicesimo Gran Premio della stagione 2003 e ha visto vincere la Honda di Valentino Rossi nella classe MotoGP, Toni Elías nella 250 e Daniel Pedrosa nella 125.
Rossi e Pedrosa con queste vittorie si aggiudicano matematicamente i rispettivi titoli mondiali con due gare di anticipo sul termine della stagione.

## MotoGP

### Arrivati al traguardo
| Pos. | Nº | Pilota            | Squadra                   | Motocicletta       | Giri | Tempo     | Griglia | Punti |
| ---- | -- | ----------------- | ------------------------- | ------------------ | ---- | --------- | ------- | ----- |
| 1º   | 46 | Valentino Rossi   | Repsol Honda              | Honda RC211V       | 21   | 43:41.457 | 1       | 25    |
| 2º   | 15 | Sete Gibernau     | Telefónica Movistar Honda | Honda RC211V       | 21   | +2.042    | 7       | 20    |
| 3º   | 3  | Max Biaggi        | Camel Pramac Pons         | Honda RC211V       | 21   | +7.644    | 4       | 16    |
| 4º   | 69 | Nicky Hayden      | Repsol Honda              | Honda RC211V       | 21   | +13.733   | 9       | 13    |
| 5º   | 7  | Carlos Checa      | Fortuna Yamaha            | Yamaha YZR-M1      | 21   | +13.789   | 2       | 11    |
| 6º   | 65 | Loris Capirossi   | Ducati Marlboro           | Ducati Desmosedici | 21   | +20.567   | 6       | 10    |
| 7º   | 11 | Tōru Ukawa        | Camel Pramac Pons         | Honda RC211V       | 21   | +23.449   | 8       | 9     |
| 8º   | 56 | Shin'ya Nakano    | d'Antín Yamaha            | Yamaha YZR-M1      | 21   | +26.740   | 5       | 8     |
| 9º   | 12 | Troy Bayliss      | Ducati Marlboro           | Ducati Desmosedici | 21   | +32.149   | 11      | 7     |
| 10º  | 6  | Makoto Tamada     | Pramac Honda              | Honda RC211V       | 21   | +40.556   | 3       | 6     |
| 11º  | 33 | Marco Melandri    | Fortuna Yamaha            | Yamaha YZR-M1      | 21   | +43.863   | 14      | 5     |
| 12º  | 41 | Noriyuki Haga     | Alice Aprilia Racing      | Aprilia RS Cube    | 21   | +44.613   | 17      | 4     |
| 13º  | 45 | Colin Edwards     | Alice Aprilia Racing      | Aprilia RS Cube    | 21   | +54.667   | 13      | 3     |
| 14º  | 10 | Kenny Roberts Jr  | Suzuki Grand Prix         | Suzuki GSV-R       | 21   | +1:02.687 | 10      | 2     |
| 15º  | 4  | Alex Barros       | Gauloises Yamaha          | Yamaha YZR-M1      | 21   | +1:03.006 | 12      | 1     |
| 16º  | 88 | Andrew Pitt       | Kawasaki Racing           | Kawasaki ZX-RR     | 21   | +1:06.128 | 20      |       |
| 17º  | 99 | Jeremy McWilliams | Proton Team KR            | Proton KR5         | 21   | +1:10.916 | 18      |       |
| 18º  | 9  | Nobuatsu Aoki     | Proton Team KR            | Proton KR5         | 21   | +1:11.344 | 19      |       |
| 19º  | 8  | Garry McCoy       | Kawasaki Racing           | Kawasaki ZX-RR     | 21   | +1:17.205 | 16      |       |
| 20º  | 43 | Akira Ryō         | Suzuki Grand Prix         | Suzuki GSV-R       | 21   | +1:41.315 | 15      |       |
| 21º  | 23 | Ryūichi Kiyonari  | Telefónica Movistar Honda | Honda RC211V       | 21   | +1:49.094 | 21      |       |

### Ritirati
| Nº | Pilota       | Squadra | Motocicletta | Giri | Griglia |
| -- | ------------ | ------- | ------------ | ---- | ------- |
| 52 | David de Gea | WCM     | Harris WCM   | 18   | 22      |
| 35 | Chris Burns  | WCM     | Harris WCM   | 12   | 24      |

### Non partito
| Nº | Pilota         | Squadra          | Motocicletta  | Griglia |
| -- | -------------- | ---------------- | ------------- | ------- |
| 19 | Olivier Jacque | Gauloises Yamaha | Yamaha YZR-M1 | 23      |

## Classe 250

### Arrivati al traguardo
| Pos. | Nº | Pilota                | Squadra                     | Motocicletta | Giri | Tempo     | Griglia | Punti |
| ---- | -- | --------------------- | --------------------------- | ------------ | ---- | --------- | ------- | ----- |
| 1º   | 24 | Toni Elías            | Repsol Telefonica Movistar  | Aprilia      | 20   | 43:15.925 | 1       | 25    |
| 2º   | 54 | Manuel Poggiali       | MS Aprilia                  | Aprilia      | 20   | +9.931    | 2       | 20    |
| 3º   | 10 | Fonsi Nieto           | Repsol Telefonica Movistar  | Aprilia      | 20   | +9.942    | 3       | 16    |
| 4º   | 3  | Roberto Rolfo         | Fortuna Honda               | Honda        | 20   | +25.839   | 10      | 13    |
| 5º   | 7  | Randy de Puniet       | Safilo Oxydo-LCR            | Aprilia      | 20   | +34.060   | 5       | 11    |
| 6º   | 21 | Franco Battaini       | Campetella Racing           | Aprilia      | 20   | +36.004   | 6       | 10    |
| 7º   | 8  | Naoki Matsudo         | Yamaha Kurz                 | Yamaha       | 20   | +49.445   | 4       | 9     |
| 8º   | 5  | Sebastián Porto       | Telefonica Movistar jnr     | Honda        | 20   | +53.955   | 7       | 8     |
| 9º   | 14 | Anthony West          | Zoppini Abruzzo             | Aprilia      | 20   | +57.165   | 9       | 7     |
| 10º  | 26 | Alex Baldolini        | Matteoni Racing             | Aprilia      | 20   | +1:03.700 | 12      | 6     |
| 11º  | 28 | Dirk Heidolf          | Aprilia Germany             | Aprilia      | 20   | +1:04.419 | 17      | 5     |
| 12º  | 57 | Chaz Davies           | Aprilia Germany             | Aprilia      | 20   | +1:06.349 | 20      | 4     |
| 13º  | 9  | Hugo Marchand         | Equipe de France - Scrab GP | Aprilia      | 20   | +1:07.487 | 14      | 3     |
| 14º  | 11 | Joan Olivé            | Aspar Junior                | Aprilia      | 20   | +1:08.008 | 18      | 2     |
| 15º  | 13 | Jaroslav Huleš        | Elit Grand Prix             | Honda        | 20   | +1:18.180 | 21      | 1     |
| 16º  | 15 | Christian Gemmel      | Kiefer Castrol-Honda Racing | Honda        | 20   | +1:21.642 | 19      |       |
| 17º  | 98 | Katja Poensgen        | Dark Dog Molenaar           | Honda        | 20   | +2:08.210 | 24      |       |
| 18º  | 18 | Henk van den Lagemaat | Dark Dog Molenaar           | Honda        | 20   | +2:13.493 | 26      |       |
| 19º  | 81 | Shi Zhao Huang        | Madifchina d'Antin Yamaha   | Yamaha       | 19   | +1 giro   | 25      |       |

### Ritirati
| Nº | Pilota          | Squadra                     | Motocicletta | Giri | Griglia |
| -- | --------------- | --------------------------- | ------------ | ---- | ------- |
| 33 | Héctor Faubel   | Aspar Junior                | Aprilia      | 8    | 15      |
| 16 | Johan Stigefelt | Zoppini Abruzzo             | Aprilia      | 8    | 23      |
| 6  | Alex Debón      | Troll Honda BQR             | Honda        | 8    | 11      |
| 52 | Lukáš Pešek     | Yamaha Kurz                 | Yamaha       | 3    | 22      |
| 34 | Eric Bataille   | Troll Honda BQR             | Honda        | 1    | 16      |
| 36 | Erwan Nigon     | Equipe de France - Scrab GP | Aprilia      | 0    | 13      |

### Non partito
| Nº | Pilota           | Squadra           | Motocicletta | Griglia |
| -- | ---------------- | ----------------- | ------------ | ------- |
| 50 | Sylvain Guintoli | Campetella Racing | Aprilia      | 8       |

### Non qualificato
| Nº | Pilota     | Squadra                   | Motocicletta |
| -- | ---------- | ------------------------- | ------------ |
| 82 | Zi Xian He | Madifchina d'Antin Yamaha | Yamaha       |

## Classe 125

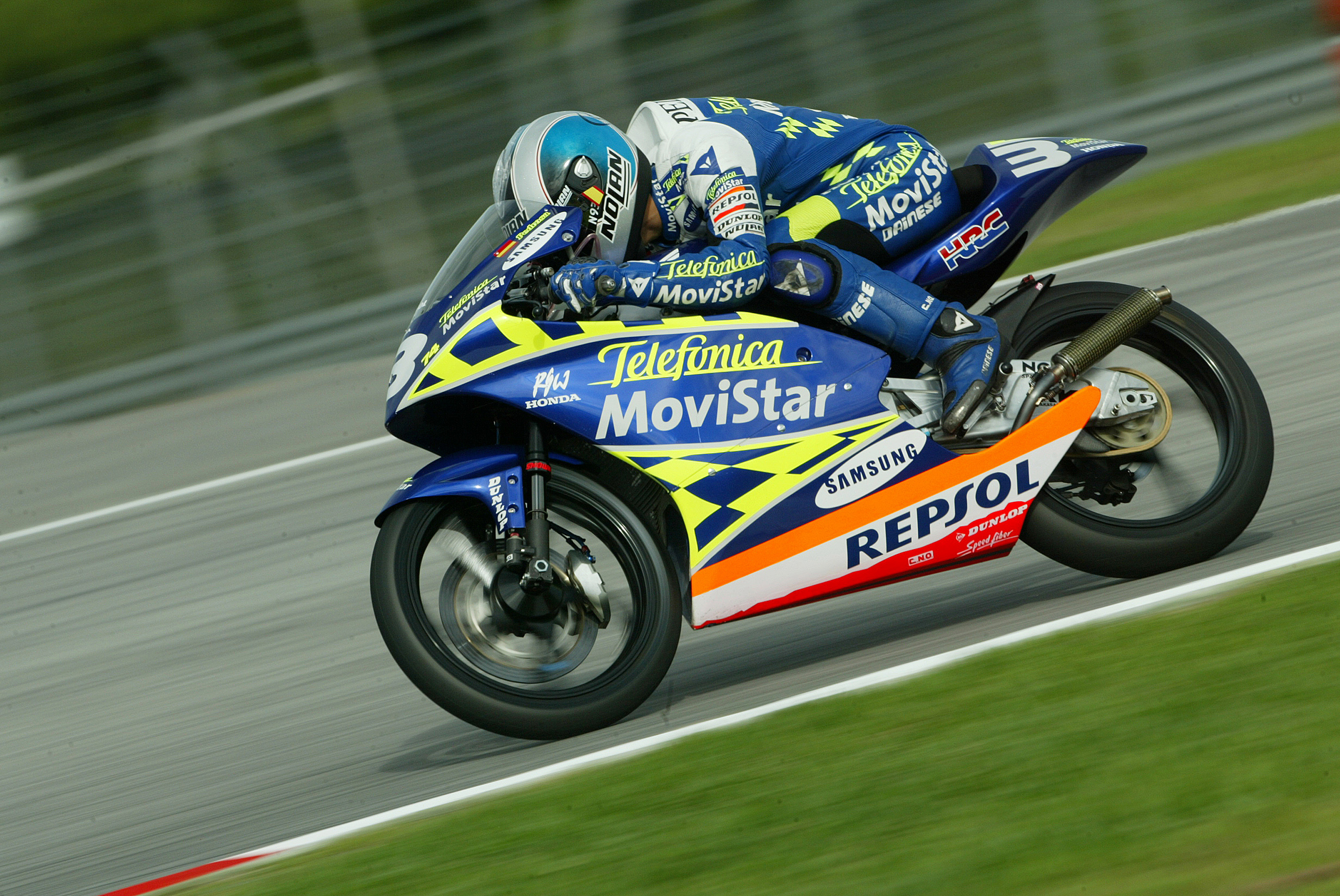
Pedrosa, in sella alla sua Honda 125, durante la gara della classe 125

### Arrivati al traguardo
| Pos. | Nº | Pilota            | Squadra                   | Motocicletta | Giri | Tempo     | Griglia | Punti |
| ---- | -- | ----------------- | ------------------------- | ------------ | ---- | --------- | ------- | ----- |
| 1º   | 3  | Daniel Pedrosa    | Telefonica Movistar jnr   | Honda        | 19   | 43:07.647 | 2       | 25    |
| 2º   | 36 | Mika Kallio       | KTM-Red Bull              | KTM          | 19   | +2.658    | 3       | 20    |
| 3º   | 48 | Jorge Lorenzo     | Caja Madrid Derbi Racing  | Derbi        | 19   | +2.750    | 1       | 16    |
| 4º   | 12 | Thomas Lüthi      | Elit Grand Prix           | Honda        | 19   | +3.006    | 6       | 13    |
| 5º   | 8  | Masao Azuma       | Ajo Motorsports           | Honda        | 19   | +5.032    | 12      | 11    |
| 6º   | 15 | Alex De Angelis   | Globet.com Racing         | Aprilia      | 19   | +7.242    | 16      | 10    |
| 7º   | 6  | Mirko Giansanti   | Matteoni Racing           | Aprilia      | 19   | +9.549    | 11      | 9     |
| 8º   | 80 | Héctor Barberá    | Master-MXOnda-Aspar       | Aprilia      | 19   | +10.908   | 14      | 8     |
| 9º   | 22 | Pablo Nieto       | Master-MXOnda-Aspar       | Aprilia      | 19   | +11.197   | 7       | 7     |
| 10º  | 10 | Roberto Locatelli | KTM-Red Bull              | KTM          | 19   | +12.874   | 19      | 6     |
| 11º  | 58 | Marco Simoncelli  | Matteoni Racing           | Aprilia      | 19   | +14.926   | 15      | 5     |
| 12º  | 33 | Stefano Bianco    | Metis Gilera Racing       | Gilera       | 19   | +15.443   | 10      | 4     |
| 13º  | 34 | Andrea Dovizioso  | Team Scot                 | Honda        | 19   | +15.576   | 8       | 3     |
| 14º  | 79 | Gábor Talmácsi    | Exalt Cycle Red Devil     | Aprilia      | 19   | +22.709   | 17      | 2     |
| 15º  | 19 | Álvaro Bautista   | Seedorf Racing            | Aprilia      | 19   | +24.161   | 21      | 1     |
| 16º  | 1  | Arnaud Vincent    | Sterilgarda Racing        | Aprilia      | 19   | +24.266   | 18      |       |
| 17º  | 32 | Fabrizio Lai      | Semprucci Angaia Malaguti | Malaguti     | 19   | +24.860   | 13      |       |
| 18º  | 41 | Yōichi Ui         | Freesoul Racing           | Gilera       | 19   | +27.972   | 23      |       |
| 19º  | 50 | Andrea Ballerini  | Ajo Motorsports           | Honda        | 19   | +47.813   | 24      |       |
| 20º  | 23 | Gino Borsoi       | Globet.com Racing         | Aprilia      | 19   | +48.612   | 20      |       |
| 21º  | 88 | Robbin Harms      | Seedorf Racing            | Aprilia      | 19   | +58.448   | 27      |       |
| 22º  | 63 | Mike Di Meglio    | Metasystem Racing Service | Honda        | 19   | +58.474   | 26      |       |
| 23º  | 26 | Emilio Alzamora   | Caja Madrid Derbi Racing  | Derbi        | 19   | +1:25.522 | 29      |       |
| 24º  | 25 | Imre Tóth         | Team Hungary              | Honda        | 19   | +1:25.560 | 28      |       |
| 25º  | 31 | Julián Simón      | Semprucci Angaia Malaguti | Malaguti     | 19   | +1:25.881 | 30      |       |
| 26º  | 28 | Michele Danese    | Metasystem Racing Service | Honda        | 19   | +2:10.497 | 32      |       |

### Ritirati
| Nº | Pilota            | Squadra               | Motocicletta | Giri | Griglia |
| -- | ----------------- | --------------------- | ------------ | ---- | ------- |
| 4  | Lucio Cecchinello | Safilo Oxydo-LCR      | Aprilia      | 15   | 22      |
| 27 | Casey Stoner      | Safilo Oxydo-LCR      | Aprilia      | 12   | 5       |
| 17 | Steve Jenkner     | Exalt Cycle Red Devil | Aprilia      | 12   | 4       |
| 11 | Max Sabbatani     | Abruzzo Racing        | Aprilia      | 4    | 31      |
| 7  | Stefano Perugini  | Abruzzo Racing        | Aprilia      | 3    | 9       |
| 42 | Gioele Pellino    | Sterilgarda Racing    | Aprilia      | 3    | 25      |

### Non partito
| Nº | Pilota       | Squadra   | Motocicletta | Griglia |
| -- | ------------ | --------- | ------------ | ------- |
| 24 | Simone Corsi | Team Scot | Honda        | 33      |